# Micronomus norfolkensis
Micronomus norfolkensis is een vleermuis uit het geslacht Micronomus die voorkomt langs de Australische oostkust van Brisbane (Queensland) tot Illawarra (New South Wales) en mogelijk ook op het eiland Norfolk. Dit dier slaapt in boomholtes of gebouwen.

## Kenmerken
De lange vacht is aan de bovenkant van het lichaam donker- tot roodbruin en aan de onderkant wat lichter. Het gezicht is opvallend rood. De kop-romplengte bedraagt 50 tot 55 mm, de staartlengte 35 tot 45 mm, de voorarmlengte 36 tot 40 mm, de oorlengte 15 mm en het gewicht 7 tot 10 g.